# Thornsche Molen
De Thornsche Molen is een wipkorenmolen in de Ooijpolder bij Wercheren (Nederlandse provincie Gelderland), tussen Persingen en Erlecom.
De oorspronkelijke molen stamde uit de vijftiende eeuw en stond aan de Kapitteldijk, bij de grens met Duitsland (grenspaal 642). De molen werd door een storm in november 1940 zwaar beschadigd en in 1941 hersteld. In september 1944 werden de molen en de omliggende buurtschap tijdens Operatie Market Garden geheel verwoest.

## Herbouw
De molen werd op dezelfde plek aan de Kapitteldijk herbouwd en is sinds najaar 2015 weer draaivaardig en maalvaardig als korenmolen. De molen en de aanbouw bieden onderdak aan een informatiecentrum en een restaurant. Langs de molen loopt een fietspad naar Zyfflich in het buurland. De grens tussen beide landen wordt gevormd door een ontwateringskanaal, in Duitsland genaamd de Hauptwässerung.